# دارکوب کوچک
دارکوب کوچک (نام علمی: Veniliornis passerinus) گونه‌ای از پرندگان در زیرتیرهٔ Picinae از خانواده دارکوبان (Picidae) است. در همهٔ کشورهای آمریکای جنوبی به جز شیلی، سورینام و اروگوئه یافت می‌شود.